# Fort Payne
Fort Payne város az USA Alabama államában, DeKalb megyében, melynek megyeszékhelye is. Lakosainak száma 14 877 fő (2020. április 1.).

## Népesség
A település népességének változása:
| Lakosok száma | 12 938 | 14 012 | 14 877 |
|               | 2000   | 2010   | 2020   |